# Teresa Longás Pascual
Sor María Teresa Longás Pascual (Borja, baut. 20 de abril de 1668 - Borja, 11 de junio de 
1731) fue una monja clarisa y organista, que fue juzgada por la Inquisición por las visiones místicas que solía tener.

## Biografía
María Teresa Longás Pascual nació en Borja, actualmente en la provincia de Zaragoza, el 20 de abril de 1668, hija mayor del doctor Tomás Longás y de Ana María Pascual, que después tuvieron otros ocho hijos, de los que solo sobrevivieron cinco. Su padre, Tomás, era médico conducido de Borja. Todos los hermanos tuvieron puestos de importancia; Pedro fue racionero de mensa de La Seo de Zaragoza; Tomás también era médico y fue catedrático de Anatomía de la Universidad de Valencia, protomédico del Reino de Aragón, médico de Cámara de Juan José de Austria y posteriormente médico titular de la Catedral de Tarazona; Ana María también fue monja clarisa; José fue racionero de la Colegiata de Borja; y Juan fue jurisperito y abogado de los Reales Consejos en Zaragoza. También estuvo emparentada con la saga de organistas Bartolomé Longás, Lucas Pujol y Juan de San Agustín.
Según un relato de la misma Teresa Longás, de bebé la trasladaron a Tarazona con su tío Lucas Pujol, organista de la catedral, donde aprendió a leer y escribir, y a tocar el órgano. El 29 de octubre de 1679, con once años y medio ingresó en el convento de Santa Clara de Borja como organista. Debido a su corta edad no profesó hasta el 23 de abril de 1648.

### Acusaciones
Hacia finales de la década de 1690 el convento de Santa Clara se halla dividido en dos facciones irreconciliables y en 1697 ya no era posible elegir a la sucesora de sor Ana María Gil en el cargo de abadesa. Una de las facciones estaba liderada por sor María Teresa, de cuyo lado estaban, entre otras, sor Mariana y sor Teresa Sallent, ambas poetas y escritoras de cierta calidad. Sor María Teresa llevaba algún tiempo realizando gestos y acciones impulsando una religiosidad extrema, aleccionada por su confesor, fray Manuel del Val. Acciones como el uso de un viejo hábito y un velo hasta el pecho, contraviniendo la uniformidad de las monjas fijado en las reglas, su limitado contacto con las otras hermanas, alimentarse exclusivamente de agua y unas pocas hierbas, mantenerse en ayuno durante meses o no asistir a los actos de la comunidad, aunque algunas de sus detractoras negasen posteriormente que parte de estas acciones se hubiesen producido. Entre los rumores que se discutían, se decía que «había muerto y resucitado, momento en el que se desposó místicamente con el Niño Jesús y mudado su nombre por el de María Teresa de Jesús».
A instancias de su padre, preocupado por la salud de su hija, el ministro provincial, fray José Pérez López de Mara, fue a visitar a sor María Teresa. La visita se produjo en marzo de 1697 y el ministro quedó tan impresionado con sor María Teresa que el 20 de octubre de ese año la nombró abadesa. Según rumores que circulaban entre las monjas, el ministro habría aplicado un paño blanco sobre una de las llagas que sor María Teresa tenía en el pecho, que al instante «se encendió del fuego del amor de Dios».
El 27 de noviembre de 1700, sor Isabel Villanova denunciaba al Santo Oficio a María Teresa Longás, en ese momento vicaria del convento. Entre las acciones de las que sor Isabel acusa a sor María Teresa está su relación con su confesor y director espiritual, fray Manuel del Val. Al parecer el fraile entraba y salía a cualquier hora de la clausura y desde entonces sor María Teresa había dejado de acudir a los actos de comunidad con regularidad y puntualidad, con la excusa de confesarse. La monja y su confesor eran vistos a menudo riéndose, compartiendo bebidas, acariciándose o pasándose tabaco, acciones que se intensificaron tras ser nombrada abadesa.
En contraste, su fama de virtud se extendió fuera del convento y numerosos borjanos acudían a que bendijese sus rosarios. Fray Manuel del Val había difundido la noticia de que Sor María Teresa era conducida al cielo todos los días festivos o de que iba acompañada de almas atormentadas y condenadas. Afirmaciones que también extendían otras monjas o seculares de la ciudad, como el hermano, José Longás, racionero de la colegiata. Pero ningún acto impresionó tanto a la comunidad como la aparición del alma de sor Josefa Nabusia, vicaria y lideresa de la facción que se oponía a sor Teresa, fallecida el 31 de julio de 1700. Sor María Teresa aseguraba que el alma de la vicaria se había condenada y a los ocho días comenzaron a oírse «unos grandes y espantosos ruidos que atemoriçaron mucho a las religiosas». Sor María Teresa luego afirmó que se le había aparecido el alma de la fallecida «en una tribuna que se havía hecho sobre el choro bajo», lo que generó tal histeria colectiva que fue necesario conjurar el convento durante nueve días, ya que, en palabras de sor Isabel Villanova, «no podíamos vibir de orror».

### El proceso inquisitorial
El Santo Oficio puso en marcha un proceso, en vista de la gravedad de las acusaciones, y el comisario de la ciudad, el canónigo Crisóstomo Mañas, comenzó a tomar declaraciones. Siete días después enviaba sus primeras impresiones a Zaragoza: durante el revuelo formado en el convento habían robado 840 escudos, de lo que el canónigo sospechaba a la monja y al franciscano. Después saldría a colación que cuando sor María Teresa y fray Manuel del Val comenzaron a relacionarse, ella tenía dieciocho años, «era y de presente es la de mejor parecer que ay en dicho convento», y él tenía veintiocho. Mañas continuó tomando las declaraciones siguiendo las instrucciones del Santo Oficio y en presencia del notario y canónigo doctoral de la colegiata, Tomás Gallego. Tuvieron que declarar 101 personas en 1701, cinco en 1702 y otras cinco en 1705, lo que da una idea de lo complejo del proceso y de que no fue posible realizar las diligencias con la brevedad y el secreto que hubiese sido deseable. En su mayoría se trataba de testigos las clarisas y los franciscanos, pero también los hubo de las otras órdenes presentes en Borja y de laicos, desde infanzones a carpinteros o albañiles.
En consecuencia se produjo una profunda división en la sociedad borjana, dejando ver las alianzas estratégicas de poder que se desplegaron. Aquellos que no creían en la virtud de sor María Teresa confirmaron las acusaciones de sor Isabel Villanova, ampliándolas con novedades o precisiones. Al parecer, fray Manuel del Val había insinuado que el ministro provincial aprobaba el comportamiento de sor María Teresa. Entre aquellos que defendían y difundían la fama de santidad de la clarisa estaban su hermano, José Longás, racionero de la colegiata; su tío materno, Manuel Pascual, monje del monasterio de Veruela; su padre, el doctor Tomás Longás; naturalmente fray Manuel del Val; y la hermana, sor Ana María Longás, desde el interior del convento. Un gran número de monjas se mantuvieron del lado de sor María Teresa, afirmando que no conocían ninguno de los asuntos por los que se les preguntaba. Sor Teresa Sallent, vecina de celda de sor María Teresa, afirmaba que oía a menudo los rezos, mortificaciones corporales con cilicios y disciplinas, ayunos y éxtasis en los que se mostraba «con el rostro mui encendido y los ojos como elevados».
Durante la investigación se acusó a sor María Teresa de haber provocado el incendio del 15 de febrero de 1701, que se produjo poco después del descubrimiento del robo de los 840 escudos. El fuego comenzó en la celda de la delatora, sor Isabel Villanova, lo que las detractoras interpretaron como un intento de asesinato y las partidarias como un castigo de Dios por la maldad de las acusaciones. El maestro albañil Juan Gómez consideró que lo que había sido un milagro fue que el fuego no arrases al completo el monasterio por la voracidad que llegaron a tener las llamas. El robo quedó aclarado cuando el carpintero Domingo de Arellano presentó una carta en la que sor María Teresa le llamaba para arreglar de urgencia el arca donde se encontraban los caudales de la comunidad y le conminaba a mantener el secreto de su servicio, contestando que había ido a arreglar la puerta del aposento abacial en caso de que se le preguntase por su presencia en la clausura. También se descubrió que el convento había empeñado una importante cantidad de plata y joyas que el matrimonio formado por Manuela González de Castejón y Félix de Frías y Salazar habían dejado allí depositado antes de un viaje, sin su consentimiento. El deseo de recuperar lo perdido obligó a Félix de Frías a mentir sobre la compra de un campo para que sor María Teresa pudiese cuadrar las cuentas del convento, que al final simplemente amañó.
Durante las disquisiciones ambas facciones maniobraron para beneficiar su lado. Sor María Teresa y fray Manuel del Val trataron de convencer a Manuela González Castejón que el empeño de sus joyas había sido autorizado por su esposo sin su conocimiento. También el doctor Tomás Longás se trató de desprestigiar al canónigo doctoral Tomás Gállego, que estaba actuando como notario, en una carta a los inquisidores. A ello se unió una carta Pedro Longás, hermano de la encausada, que lamentaba la poca discreción del doctor Gállego. El padre acabó por poner una denuncia al canónigo ante el obispado de Tarazona. Gállego pudo negar las acusaciones el 19 de agosto, pero el 21 enfermó repentinamente y fallecía siete días más tarde.
Entre tanto, el comisario Crisóstomo Mañas, que inicialmente creía en la virtud de sor María Teresa, acabó por convencerse de su falsedad. Los inquisidores, después de una primera calificación del proceso, decidieron apresar el 24 de octubre a fray Manuel del Val y a sor María Teresa, acción confirmada por la Suprema el 10 de diciembre. Se registró el convento de San Francisco, en el que se encontró una arquilla de sor María Teresa con papeles. Sor María Teresa inicialmente no fue apresada, pero fray Manuel del Val, que en ese momento contaba la cuarentena, no corrió la misma suerte, ya que era conocido como ocioso, jugador de cartas y caprichoso. Fue trasladado al palacio de la Aljafería y se le interrogó en enero y julio de 1702, donde «traicionó» a su hija espiritual: confesó que «falta a la verdad dicha María Teresa». Otras monjas afines también se retractaron, como fueron sor María Teresa Sallent, sor 
Teresa de Orobio o sor Francisca Colao.
En 1705 se revisaron los últimos flecos del caso, en los que surgió un posible aborto. El tribunal trató de determinar si sor María Teresa había recomendado al doctor Antonio de Rada el uso de una bebida abortiva a una mujer cuyo feto «no estava animado». Al parecer la tal supuesta doncella era una de las hijas del médico, sor Catalina de Rada, que cuando se ordenó «no retenía el claustro virginal».
El 13 de marzo de 1705 tribunal sentenció que fuera «presa en una çelda del convento de monjas de su religión que haia en Zaragoza». La sentencia llegó el 4 de abril a Borja y el 17 de abril era trasladada al convento de Santa María de Jerusalén, en Zaragoza. Los escritos que había dejado fueron destruidos por sus afirmaciones temerarias y escandalosas, incluso rozando la herejía. El 16 de julio de 1707 finalmente se la condenó «a que en forma penitente, delante del inquisidor y de toda la comunidad de Zaragoza menos de las novicias, se leyera la sentencia, abjurase de levi, fuera reprehendida severamente y privada de los honores que le correspondían por haber sido abadesa». Tras su regreso a Borja, el 24 de noviembre de 1707 se la condenó a seis años de reclusión y la privación del derecho a voto pasivo y actico de forma perpetua. El 21 de junio de 1708 escuchaba la sentencia en Zaragoza: «embustera, famossa de rebelaçiones y favores extraordinarios de Dios, vana, soberbia y presumptuossa, escandalossa, temeraria e injuriosa a diferentes estados de personas, negativa, pertinaz y perjura, sospechossa de vehemencia de comercio y familiaridad con el demonio, proferente proposiciones eréticas, erróneas ni a la doctrina». El 7 de julio se repetía la ceremonia en Borja.
Fray Antonio Arbiol, calificador del Santo Oficio, evaluó el 3 de abril de 1708 el estado de sor María Teresa como «dementada» y que «no esta cumplidamente en su juicio natural», pero en 14 de mayo consideraba que «no se halla fuera de juicio ni dementada». El doctor Domingo Guillén dictaminaba el 15 de marzo de 1708 que la monja era «temperamento caliente y seco, resoluble, delicado, y de sangre biliosa y imfamable, con debilidad en el cerebro que se manifesta en que no puede leer sin distracciones y cansancio notable y con poca resistencia en el corazón», por lo que consideró que padecía de «delirio melanchólico». Estado posiblemente causado por el proceso, por el que «enfaqueció notablemente, aunque se ha podido rehazer en parte con el uso de caldos medicados, pero la debilidad hecha ya en el cerebro la juzgo muy difícil de corregir, siendo tan conforme a su mala disposición natiba».

## Tras la condena y últimos años
No hay muchas noticias posteriores a su condena. En 1710 la inquisición se interesó por su estado mental, que parecía cuerdo en general, pero que desvariaba en temas de guerra o de confesión. Posteriormente se afirmó que la locura era fingida, pues era «muxer de mucho arte». Los franciscanos de Borja, sin excepción, continuaron teniéndola por santa. fray José Jiménez afirmó que siempre hablaba con cordura, a excepción de lo tocante a su proceso, a lo que «responde siempre delirando, inquietándose, sin hablar palabra con concierto».
A partir de ese momento sor María Teresa desaparece de la documentación hasta el 11 de enero de 1731, cuando se indica que sor Teresa Longás había fallecido tras recibir los santos sacramentos.